# Nader George Shalhoub
Nader George Shalhoub (arab. نادر جورج شلهوب; ur. 6 lipca 1947) – jordański strzelec, olimpijczyk. 
Reprezentował Jordanię na igrzyskach olimpijskich w 1980 roku (Moskwa). Startował w trapie, w którym zajął ostatnią, 34. pozycję (do przedostatniego zawodnika stracił niemal 100 punktów) .

## Wyniki olimpijskie
| Igrzyska | Konkurencja | Wynik      | Miejsce | Źródło |
| -------- | ----------- | ---------- | ------- | ------ |
| IO 1980  | Trap        | 66 punktów | 34      | [ 1 ]  |